# Herbert Hopfgartner
Herbert Hopfgartner (* 22. April 1965 in Salzburg) ist ein österreichischer Musiker, Pädagoge, Publizist und Kulturwissenschaftler. Er lebt in Salzburg und in Kleinwarasdorf (Mittelburgenland).

## Leben und Wirken
Erste musikalische Erfahrungen in den Kindheitsjahren sammelte er u. a. durch Chor singen, Blockflöte und Klarinette. Mit 16 Jahren wurde er Sänger und Saxophonist bei der Rockband „Frust“.
Er studierte an der Universität Mozarteum und an der Paris Lodron Universität Salzburg. 1989 graduierte er zum Mag.art. 2000 wurde er mit dem Titel Drogenkult und Spiritualität in der psychedelischen Rockmusik und ihre musikpädagogische Reflexion und 2007 unter dem Titel Der Klang des Dao : das Phänomen einer "stillen Musik" in der daoistischen Philosophie sowie ihre Korrespondenzen in der abendländischen Musikästhetik zum Dr. phil. promoviert.
Hopfgartner war in diversen Bandprojekten wie "Collateral Damages", "ConFused5" & "Salzburger Nockerl Experience" aktiv und absolvierte Solistische Auftritte u. a. als Sänger (als Josef im Salzburger Adventsingen) und als Kirchenmusiker bei der Paul Hofhaymer Gesellschaft Salzburg.
Seine pädagogische Arbeit wurde mit dem Salzburger Schulpreis des Jahres ausgezeichnet. Er war an der Gründung des Realgymnasiums unter besonderer Berücksichtigung der musischen Ausbildung beteiligt.
In der Internationalen Gesellschaft für polyästhetische Erziehung war Hopfgartner von 2012 bis 2016 im Vorstand tätig.
Die wissenschaftlichen Arbeiten von Herbert Hopfgartner widmen sich vor allem soziokulturellen, musikhistorischen und politischen Themenkreisen und deren gesellschaftlichen Bezügen und Konsequenzen.
Als freier Kulturjournalist schreibt er unter anderem für folgende Medien: Salzburger Nachrichten, Die Presse, Der Standard, Die Furche, Talk Together, Salzburger Volkskultur, Conceptus & Augustin.

## Publikationen

### Bücher (Auswahl)
- Psychedelic Rock – Drogenkult und Spiritualität in der psychedelischen Rockmusik und ihre musikpädagogische Reflexion, Frankfurt am Main: Peter Lang, Europäischer Verlag der Wissenschaften (Europäische Hochschulschriften, Reihe Musikwissenschaft Bd. 230, 2003), ISBN 978-3-631-50148-1
- Der Klang des Dao – Das Phänomen einer "stillen Musik" in der daoistischen Philosophie sowie ihre Korrespondenzen in der abendländischen Musikästhetik, St. Augustin: Academia Verlag, (Westöstliche Denkwege, hrsg v. Walter Schweidler 2008), ISBN 978-3-89665-463-2
- Alles Musik! – musikalische Sprüche, Redewendungen und andere die Musik betreffende Weisheiten – eine etwas andere Enzyklopädie, St. Augustin: Academia Verlag 2015, ISBN 978-3-89665-668-1
- Gedanken über den Augenblick und die Ewigkeit, Engelsdorfer Verlag 2025, ISBN 978-3-69095-013-8

### Beiträge in Zeitschriften und Sammelwerken
- Die Idee der Harmonie in der daoistischen Musikästhetik im Spiegelbild abendländischer Tradition, in: Konflikt und Harmonie, Universität Mozarteum Salzburg – Polyästhetik und Bildung, Band 3; Peter Lang – Europäischer Verlag der Wissenschaften – Europäische Hochschulschriften, Frankfurt am Main, 2003. ISBN 978-3-631-51126-8
- Ingeborg Bachmann (1926–1973) und die Musik – Musik als Subtext hinter der literarischen Identität, in: Lech Kolago (Hg.), Studien zur Deutschkunde, Universität Warschau (Germanistisches Institut – Interdisziplinärer Deutschkundlicher Forschungskreis), Band XXIX, 2004.
- Cesar Bresgen in der Musikpädagogik heute, in: Cesar Bresgen, Komponist und Musikpädagoge im Spannungsfeld des 20. Jahrhunderts, hrsg. von Thomas Hochradner und Thomas Nußbaumer; Universität Mozarteum, Land Salzburg, Stadt Salzburg, Salzburger Volkskultur und Volksliedwerk, 2005. ISBN 978-3-85145-095-8
- Figaro, das ist die Revolution auf dem Marsch (Napoleon I.), Vortrag am 23. Polyaisthesis-Symposion Öffnungen (August 2004), in: Öffnungen, Universität Mozarteum Salzburg – Polyästhetik und Bildung, Band 4; Peter Lang – Europäischer Verlag der Wissenschaften – Europäische Hochschulschriften, Frankfurt am Main, 2005. ISBN 3-631-53656-9
- Der Polnisch-österreichische Dialog in der Zeit der Wiener Klassik, in: Lech Kolago (Hg.), Studien zur Deutschkunde, Universität Warschau (Germanistisches Institut – Interdisziplinärer Deutschkundlicher Forschungskreis), Band XXXI, 2005.
- Die Entführung aus dem Serail – Der Orient in der ‚deutschen Oper’. Ein Beitrag zur interkulturellen Pädagogik, in: Musikerziehung, 2005/12 (Mozart-Schwerpunkt).
- Die Emanzipation der Sinnlichkeit in den Liedern von Johannes Brahms, in: Lech Kolago (Hg.), Studien zur Deutschkunde, Universität Warschau (Germanistisches Institut – Interdisziplinärer Deutschkundlicher Forschungskreis), Band XXXIV, 2007.
- Adelbert Chamisso: Revolutionär oder Biedermann? Der Liederkreis ‚Frauen-Liebe und Leben‘ im soziokulturellen Diskurs, in: Lech Kolago (Hg.), Studien zur Deutschkunde, Universität Warschau (Germanistisches Institut – Interdisziplinärer Deutschkundlicher Forschungskreis), Band XXXVI, 2007.
- ‘Horch mit dem Ohr der Seele den zahllosen Tönen…‘ Musikalische Notizen über den Mystiker und Migranten Maulana Dschelaleddin Rumi, in: Talk Together, 21/2007.
- Das Zimbrische – als älteste periphere Redeweise des linguistischen deutschen Gebietes; eine kulturelle und musikalische Zeitreise nach Lusern, in: Lech Kolago (Hg.), Studien zur Deutschkunde, Universität Warschau (Germanistisches Institut – Interdisziplinärer Deutschkundlicher Forschungskreis), Band XXXVII, 2008.
- Wo man singt, da lass dich nieder!? – notwendige Gedanken zu 1938–2008, in: Musikerziehung, 4/2008 (Thema: Anschluss Österreichs). ISSN 0027-4798.
- Die Kaiserhymne – eine Haydnarbeit?, in: Musikerziehung, Mai 2009 (Haydn-Band). ISSN 0027-4798.
- Daoistische Kunstästhetik im Spannungsfeld einer eremitistischen Naturphilosophie, im Tagungsband des Symposions Natürlich Kunst, hrsg. von Otto Neumaier, Lit-Verlag, Münster, 2011. ISBN 978-3-87397-340-4
- Friedrich Gulda, 1930–2000, der ‚wilde Denker’ oder die ‚Erweiterung der musikalischen Geographie’, in: Musikerziehung, 3/2010. ISSN 0027-4798.
- Jüdische Pop- und Rockmusik und Das Jüdische in der Musik, in: Texturen des Jüdischen. Ein Hand- und Lehrbuch zu Forschungsfeldern der kulturgeschichtlichen Bearbeitung des Judentums, hrsg. vom Zentrum für Jüdische Kulturgeschichte Salzburg, Vandenhoeck & Ruprecht, 2011/12. (Digitale Veröffentlichung).
- Wie erkenne ich als Lehrer musikalische Begabung?, in: News & Science (Österreichisches Zentrum für Begabtenforschung), Salzburg/Wien, 2011. ISSN 1992-8823.
- Eine Textklangrealisation mit zwölf Tönen und mindestens ebenso vielen Buchstaben, Vortrag am 25. Polyaisthesis-Symposion in Salzburg, in: Erfahrungen – Perspektiven. Hommage an Wolfgang Roscher (1927–2002), Universität Mozarteum Salzburg – Polyästhetik und Bildung, München: Musikverlag Bernd Katzbichler, 2012. ISBN 978-3-87397-340-4
- Die Frauenfiguren bei Giuseppe Verdi und Richard Wagner – eine doppelte biographische Spurensuche, in: Musikerziehung, 2013. ISSN 0027-4798.
- Lust fördern und Leistung fördern – ein Widerspruch? Pädagogische Herausforderungen im Umgang mit musikalisch begabten Kindern, in: Giftedness Across the Lifespan – Begabungsförderung von der frühen Kindheit bis ins Alter; Schriftenreihe der ICBF Münster/Nijmegen; LIT-Verlag, Berlin, 2015. ISBN 978-3-643-12962-8
- Polyästhetische Erziehung und Rockmusik, in: Diskussion Musikpädagogik, hrsg. von Christoph Richter, 2015. ISSN 1437-4722
- Zum 10. Todestag: Jenő Takács (1902–2005) – Komponist und Kosmopolit, in: Pannonisches Jahrbuch, 2016.
- Schlager, Hits und andere Kracher, in: Musikerziehung, 2019. ISSN 0027-4798.
- Beethovens ‚Sieg‘ – oder der Triumph des Populären, in: Pannonisches Blatt, 2020; zugleich in: Musikerziehung, 2020. ISSN 0027-4798.
- Die Rolle Béla Bartóks als Volksliedforscher – zwischen Heimatgefühl und Weltbürgertum, in: Pannonisches Blatt, 12/2020; zugleich in: Musikerziehung, 2021. ISSN 0027-4798.
- Mythos, Fetisch & Sexsymbol – Die E-Gitarre als Ikone jugendlicher Popkultur, in: Musikerziehung, 2021. ISSN 0027-4798.